# Melanargia fasciata
Melanargia fasciata är en fjärilsart som beskrevs av Lambert-Joseph-Louis Lambillion 1909. Melanargia fasciata ingår i släktet Melanargia och familjen praktfjärilar. Inga underarter finns listade i Catalogue of Life.